# Heliconius wallacei
Espèce
Heliconius wallacei est un insecte lépidoptère appartenant à la famille des Nymphalidae, à la sous-famille des Heliconiinae et au genre Heliconius.

## Historique et dénomination
Heliconius wallacei a été décrit par l'entomologiste américain Tryon Reakirt en 1866

### Synonymes
- Heliconius clytia

### Nom vernaculaire
Il se nomme Wallace's Longwing en anglais.

## Taxinomie
- Heliconius wallacei wallacei ; présent au Brésil.
  - Heliconius wallacei wallacei forme erechi; Krüger, 1933
  - Heliconius wallacei wallacei forme parvimaculata; Riffarth, 1900[3]
  - Heliconius wallacei wallacei forme wucherpfennigi; Krüger, 1933
- Heliconius wallacei araguaia Brown, 1976 ; présent au Brésil.
- Heliconius wallacei colon Weymer, 1891[4]; présent au Surinam et au Brésil.
- Heliconius wallacei flavescens Weymer, 1891; présent en Équateur, en Guyana, en Bolivie et au Pérou.
  - Heliconius wallacei flavescens forme graphitica Krüger, 1933.
  - Heliconius wallacei flavescens forme Quadrimaculata, Neustetter, 1925.
- Heliconius wallacei kayi Neustetter; présent à Trinité-et-Tobago.
- Heliconius wallacei mimulinus Butler, 1873; présent en Colombie[5],[6],[7].

## Description
C'est un grand papillon d'une envergure variant de 70 mm à  75 mm aux ailes allongées et arrondies de couleur marron. Les ailes antérieures sont marron très légèrement suffusées de bleu et coupées de deux barre partielles jaune pâle. Les ailes postérieures sont marron avec sur toute la partie basale une suffusion bleu métallique.
Le revers est marron avec la même ornementation blanche à jaune pâle aux antérieures.

## Biologie

### Plantes hôtes
Les plantes hôtes de sa chenille sont des Passiflora (Passifloraceae).

## Écologie et distribution
Il est présent en Guyane, en Guyana, au Surinam, en Équateur, au Venezuela, à Trinité-et-Tobago, en Colombie, en Bolivie, au Brésil et au Pérou.

### Biotope
Il réside dans la forêt tropicale.